# Danuta Kordaczuk
Danuta Kordaczuk-Wagner (Varsóvia, 2 de setembro de 1939 — Varsóvia, 10 de abril de 1988) foi uma jogadora de voleibol da Polônia que competiu nos Jogos Olímpicos de 1964.
Em 1964, ela fez parte da equipe polonesa que conquistou a medalha de bronze no torneio olímpico, no qual atuou em cinco partidas.